# Reaumuria reflexa
Reaumuria reflexa är en tamariskväxtart. Reaumuria reflexa ingår i släktet Reaumuria och familjen tamariskväxter.

## Underarter
Arten delas in i följande underarter:
- R. r. odonta
- R. r. reflexa